# Shutlanger
Shutlanger är en ort och civil parish i Storbritannien.   Den ligger i grevskapet Northamptonshire i riksdelen England, i den södra delen av landet, 90 km nordväst om huvudstaden London. Shutlanger ligger 94 meter över havet och antalet invånare är 270.
Terrängen runt Shutlanger är platt. Runt Shutlanger är det tätbefolkat, med 343 invånare per kvadratkilometer. Närmaste större samhälle är Northampton, 12,6 km norr om Shutlanger. Trakten runt Shutlanger består till största delen av jordbruksmark.